# Xorides aciculatus
Xorides aciculatus là một loài tò vò trong họ Ichneumonidae.